# Gonzalo Bravo Castañeda
Gonzalo Bravo Castañeda (Salamanca, 1951) es un historiador español y profesor de la Universidad Complutense. Es especialista en la historia antigua, concretamente del mundo romano.

## Biografía
Se doctoró en Historia en el año 1977 en la Universidad de Salamanca, recibiendo el Premio Honorario. Al poco de doctorarse comenzó su actividad docente como profesor de Historia Antigua en la universidad en la que estudió, para posteriormente hacerlo en la Universidad de Extremadura. En 1982 cambia de aires y pasa a ser profesor titular de la Universidad Complutense de Madrid, donde sigue trabajando hasta la fecha.
En 1980 recibe una beca del British Council y va a estudiar a la Universidad de Cambridge, y ese mismo año y el siguiente recibe otra beca para estudiar en la ciudad de Colonia. A partir de aquí participa, tanto como ponente como asistente, en numerosos congresos, simposios y coloquios tanto en territorio nacional como internacional.

## Publicaciones

### Líneas de investigación
Gonzalo Bravo ha realizado numerosas investigaciones en variados campos. De modo general, se ha dedicado a estudiar el mundo antiguo, pero ha llevado a cabo un gran número de líneas de investigación diferentes: la transición de la antigüedad a la Edad Media, el bajo Imperio romano, los movimientos bagaudicos, la Hispania romana...

### Obras de principal repercusión
El autor ha publicado decenas de artículos, libros y actas de congresos. A continuación se muestran algunos de los que más repercusión han tenido:
- 1980 - Coyuntura sociopolítica y estructura social de la producción en la época de Diocleciano.
- 1989 - Poder político y desarrollo social en la Roma Antigua.
- 1991 - Diocleciano y las reformas administrativas del Imperio.
- 1994 - Historia del mundo antiguo, una introducción crítica.
- 1998 - Historia de la Roma antigua.
- 2001 - La caída del Imperio romano y la génesis de Europa.
- 2007 - Hispania. La epopeya de los romanos en la Península.